# Call of Duty 4: Modern Warfare
Call of Duty 4: Modern Warfare è il quarto capitolo della serie di videogiochi sparatutto in prima persona di guerra della Activision, uscito a partire dal 2007 per varie piattaforme. A differenza dei precedenti capitoli, dove il gioco ritraeva in tutti e tre gli episodi la seconda guerra mondiale, il gioco è ambientato in un periodo storico più vicino ai giorni nostri.
Sviluppato in due anni, nel settembre 2009 sono state vendute più di 14 milioni di copie del gioco rendendolo uno dei più proficui giochi di Activision.
Il sequel di Modern Warfare è uscito il 10 novembre 2009 con il nome Call of Duty: Modern Warfare 2. Sempre nella stessa data è uscito in commercio il port per la console Wii denominato Call of Duty: Modern Warfare: Reflex. Inoltre è stata pubblicata anche una versione per Nintendo DS.
Nella Legacy Edition di Call of Duty: Infinite Warfare, è presente una versione rimasterizzata del gioco nominata Call of Duty: Modern Warfare Remastered, con un comparto grafico, tecnico e sonoro completamente rinnovato.

## Trama
Nel 2011 in Russia è in corso una guerra civile tra le forze governative e quelle ribelli ultranazionaliste. In Medio Oriente un gruppo ribelle capitanato dall’anti-occidentale Khaled Al-Asad prende il potere in un paese della regione a seguito di un colpo di stato. 
Il sergente e membro della SAS John “Soap” MacTavish si unisce alla squadra del capitano John Price. Al gruppo viene assegnato il compito di infiltrarsi su di una nave da carico nello stretto di Bering dove trovano un ordigno nucleare con su di esso scritte arabe. Dei caccia nemici affondano la nave ma la squadra riesce a fuggire in elicottero. 
Il compito successivo consiste nel recuperare Nikolai, un informatore russo infiltratosi tra gli ultranazionalisti che è stato scoperto. Aiutati dalle forze lealiste e dal sergente Kamarov Price e Soap salvano Nikolai. L’elicottero adibito alla fuga viene però abbattuto, obbligando la squadra a farsi strada in territorio nemico scortata da un AC-130. Le informazioni recuperate dalle due operazioni rivelano che Al-Asad sembra essere in possesso di una testata nucleare russa. 
A seguito del colpo di stato in Medio Oriente gli Stati Uniti invadono il paese. Il gruppo di Marines capitanato dal tenente Vasquez fallisce nella cattura di Al-Asad e si fa strada attraverso la città con l’aiuto del carro armato M1 Abrams “War Pig”.
A seguito della scoperta fatta dalla squadra di Price i Navy SEALs e i Marines irrompono nel palazzo presidenziale di Al-Asad. L’assalto finisce in tragedia quando l’ordigno viene detonato, spazzando via l’intera città e uccidendo chiunque si trovasse al suo interno. 
La squadra di Price supportata dai lealisti cattura Al-Asad nel suo nascondiglio in Azerbaijan. Durante l’interrogatorio alla vecchia maniera Price risponde al telefono del terrorista, scoprendo che a effettuare la chiamata è stato Imran Zakhaev, il leader degli ultranazionalisti, creduto morto da 15 anni. Dopo aver ucciso Al-Asad Price racconta che, dopo il disastro di Chernobyl e la dissoluzione dell'Unione Sovietica, Zakhaev beneficiò dalla proliferazione di armi nucleari, utilizzando il denaro raccolto per convincere sempre più soldati a unirsi alla sua causa. Price e il suo superiore, il capitano MacMillan, vennero quindi incaricati di assassinarlo a Pripyat; Zakhaev perse il braccio sinistro, ma non morì. 
In seguito alla morte di Al-Asad, la squadra di Price respinge alcune forze ultranazionaliste giunte per vendicarlo. Formata una task force con i marine rimanenti e i lealisti, Price e Soap si apprestano a catturare Victor Zakhaev, figlio di Imran, per scoprire da lui la posizione del padre. Messo alle strette su un tetto e deciso a non arrendersi, Victor si suicida. Furioso, Zakhaev reagisce conquistando una struttura di lancio missilistica.
La task force si mobilita per recuperarla, ma Zakhaev lancia dei missili balistici intercontinentali sulla costa est degli Stati Uniti, rischiando di mietere 41 milioni di vittime. La squadra fa irruzione nell'impianto e distrugge a distanza i missili mentre si trovano sopra l'oceano atlantico. Compiuta la missione, si danno alla fuga con dei camion, inseguiti dalle forze di Zakhaev.
I loro veicoli si trovano però bloccati quando un Mi-24 Hind distrugge il ponte che avrebbero dovuto attraversare. Numerosi membri della squadra, fra i quali Gaz e Griggs, vengono uccisi. I lealisti riescono però ad abbattere l'elicottero nemico, permettendo a Soap e Price di uccidere Zakhaev mentre era distratto. Le forze lealiste si occupano quindi dei feriti.
Nell'epilogo, si scopre che l'incidente missilistico e il supporto ultranazionalista dato ad Al-Asad sono stati insabbiati, anticipando eventi futuri.

## Modalità di gioco

### ModalitàArcade
Terminate tutte le missioni della trama si avrà accesso a una modalità "Arcade", nella quale è necessario svolgere le missioni accumulando punti. Si possono scegliere due tipologie di Arcade: sfida completa e sfida missione. La sfida completa fa rigiocare tutte le missioni in ordine partendo dalla prima senza possibilità di salvare per poi fare un calcolo completo o alla fine dello storyline o alla morte del giocatore. La sfida missione consiste nel rigiocare una qualsiasi missione che avrà poi un suo record individuale che può essere migliorato.

### Multigiocatore
La modalità multiplayer permette una vasta personalizzazione delle proprie armi da fuoco che viene ampliata man mano che si avanza di grado. Sono a disposizione abilità speciali e molteplici sfide da completare per ottenere più punti esperienza. Il livello massimo cui si può arrivare è 55 che corrisponde a "Comandante". Sono disponibili diverse modalità di gioco:
Opzioni della partita:
- Veterano (detta anche Hardcore): in modalità veterano si ha un danno maggiore e minor vita. Nelle modalità veterane non sono indicati i proiettili rimanenti e l'interfaccia video non è più disponibile.
- Modalità classica (o Old School): in questa modalità il gameplay imita quello dei vecchi giochi sparatutto, aumentando la vita e il numero di colpi nell'arma, facendo cominciare tutti con uno Skorpion per poi raccogliere altre armi o potenziamenti in giro per la mappa ed applicando il vecchio effetto di trasmissione della forza sul corpo di chi viene ucciso, che diventa immediatamente un manichino spinto via dalla forza del colpo fatale.

Modalità partita:
- Deathmatch a squadre. Battaglia tra due squadre. La grandezza viene decisa in base agli slot giocatori che il server su cui si gioca mette a disposizione. Può essere 1 vs 1 fino a 32 vs 32 (grandezza massima di slot).
- Cerca e Distruggi. La modalità consiste nel far esplodere uno dei due obiettivi del nemico (A o B).
- Sabotaggio. Simile a Cerca e Distruggi. Al centro della mappa vi è una bomba che deve essere posizionata in territorio nemico. La prima squadra che riesce a posizionare la bomba e a farla esplodere vince la partita.
- Tutti contro Tutti: nessuna squadra. I vincitori sono i primi tre classificati.
- Dominio. Nella mappa vi sono tre centri da conquistare; bisogna cercare di mantenerli e arrivare ad un punteggio pari a 200 o più.
- Quartier Generale. In territorio neutrale vi è una postazione (detta QG) che deve essere conquistata e difesa; la squadra avversaria deve riconquistare il QG nemico, che appena preso scomparirà e ne apparirà un altro per il campo. La prima squadra che arriva al punteggio stabilito vince la partita.

## Personaggi
Giocabili
- Sergente John "Soap" MacTavish - 22º Reggimento SAS
- Yasir Al-Fulani - Presidente mediorientale (solo visuale)
- Sergente Paul Jackson - Corpo dei Marines degli Stati Uniti - Force Recon
- Mitragliere AC-130 (solo nella missione "Morte dall'alto")
- Tenente John Price - 22º Reggimento SAS (15 anni prima)
- Soldato del SAS e della Task Force 141 "Bravo One-One" (solo nella missione "Club Mile High")

Alleati
- Gaz - 22º Reggimento SAS e vice comandante della Squadra Bravo 6
- Capitano Price- 22º Reggimento SAS e comandante della Squadra Bravo 6
- Sergente Kamarov - Esercito Lealista Russo
- Nikolai - spia tra gli ultranazionalisti / Esercito Lealista Russo
- Tenente Vasquez - Corpo dei Marines degli Stati Uniti - Force Recon
- Sergente di squadra Griggs - Corpo dei Marines degli Stati Uniti - Force Recon
- Capitano MacMillan - 22º Reggimento SAS (15 anni prima)
- Sergente Wallcroft - 22º Reggimento SAS (solo nella missione "Equipaggio sacrificabile")
- Caporale Griffin - 22º Reggimento SAS (solo nella missione "Equipaggio sacrificabile")

Nemici
- Khaled Al-Asad - (Dittatore mediorientale)
- Viktor Zakhaev - (Comandante operativo dell'esercito ultranazionalista russo / figlio di Imran Zakhaev)
- Imran Zakhaev - (Leader del partito ultranazionalista russo / Trafficante d'armi) (15 anni prima)

### Doppiaggio
| Personaggio        | Doppiatore originale | Doppiatore italiano                                  |
| ------------------ | -------------------- | ---------------------------------------------------- |
| Capitano Price     | Billy Murray         | Giorgio Melazzi (Originale) Diego Sabre (Remastered) |
| Gaz                | Craig Fairbass       | Francesco Mei                                        |
| Sergente Kamarov   | Kristof Konrad       | Leonardo Gajo                                        |
| Tenente Vasquez    | David Sobolov        | Ruggero Andreozzi                                    |
| Capitano MacMillan | Zach Hanks           | Matteo Zanotti                                       |
| Sergente Griggs    | Mark Grigsby         | Andrea Bolognini                                     |
| Sergente Newcastle |                      | Massimo Di Benedetto                                 |
| Sergente Wallcroft | Craig Fairbass       | Alessandro Zurla                                     |
| Caporale Griffin   | Michael Cudlitz      |                                                      |
| Baseplate          | Glenn Morshower      | Riccardo Rovatti                                     |
| Imran Zakhaev      | Evgeniy Lazarev      | Matteo Zanotti                                       |
| Viktor Zakhaev     | Jordan Marder        |                                                      |
| Khaled Al-Asad     | Gabriel Al-Rajhi     |                                                      |
| Nikolai            | Joshua LaCross       | Andrea Bolognini                                     |

Personaggi Minori: Graziano Galoforo, Davide Albano, Alessandro Testa, Daniele Ornatelli, Maurizio Merluzzo, Alessandro Lussiana, Matteo Zanotti, Alberto Olivero.

## Call of Duty: Modern Warfare: Reflex
Call of Duty: Modern Warfare: Reflex è la versione per console Wii, uscita il 10 novembre 2009. È stato dichiarato che il gioco è uguale a quello della versione Xbox 360 e PlayStation 3, inclusi tutti i DLC usciti, senza però garantire lo stesso comparto grafico delle controparti HD. La conversione è stata affidata a Treyarch (già autori delle conversioni su PlayStation 2 dei primi capitoli e della realizzazione di Call of Duty 3 e Call of Duty: World at War). Il punto di maggior rilievo di questo titolo è il suo gameplay. È possibile interagire in modo realistico: infatti, grazie all'ausilio del Wii Zapper, è possibile tenere tra le proprie mani un "fucile" per interagire con il gioco.

## Accoglienza
Nel 2013 IGN pubblica la lista dei 100 migliori sparatutto in prima persona scelti dai suoi esperti, dove Call of Duty 4: Modern Warfare risulta al 5º posto.